# Acrotatus van Sparta
Acrotatus I (Oudgrieks: Ἀκρότατος, Akrótatos) was in 265 v.Chr. voor korte tijd koning van Sparta, uit het huis der Agiaden. Hij was de zoon en opvolger van Areus I en werd genoemd naar zijn grootvader Acrotatus.
Als kroonprins onderhield Acrotatus een ongeoorloofde relatie met Cheilonis, de jonge vrouw van zijn vaders oom Cleonymus. Misnoegdheid over deze onfrisse situatie én teleurstelling vanwege het feit dat hijzelf door zijn neef Areus voor de troonopvolging was gedepasseerd, dreven Cleonymus ertoe in 272 v.Chr. de steun van Pyrrhus van Epirus in te roepen om zijn eisen kracht bij te zetten. Koning Areus bevond zich op dat moment in Creta, en de veiligheid van Sparta hing toen in grote mate af van Acrotatus. Acrotatus sloeg de aanval echter af, met 300 soldaten. Tijdens het groot volksfeest dat daarop uitbarstte, trad hij in het huwelijk met Cheilonis.
Acrotatus volgde zijn vader op in 265, maar sneuvelde nog hetzelfde jaar in de strijd tegen de tiran Aristodemus van Megalopolis,toen zijn vrouw enkele maanden zwanger was. Hij werd opgevolgd door zijn postume zoon Areus II.
De historicus Phylarchus beschuldigt Acrotatus en zijn vader Areus ervan dat zij de traditionele eenvoud en soberheid van de Spartaanse zeden danig hebben ondermijnd. Pausanias vergist zich wanneer hij Acrotatus een zoon van Cleonymus noemt.